# Partito Comunista del Canada
Il Partito Comunista del Canada (in inglese Communist Party of Canada, CPC; in francese Parti communiste du Canada, PCC) è un partito politico comunista canadese fondato nel 1921 illegalmente. Sebbene ora sia un partito politico senza alcuna rappresentanza parlamentare, i candidati del partito sono stati eletti al Parlamento del Canada, all'Assemblea legislativa dell'Ontario, all'Assemblea legislativa del Manitoba e in vari governi municipali in tutto il Paese. Il partito ha inoltre contribuito in modo significativo all'organizzazione sindacale e alla storia del lavoro in Canada, alla pace e all'attivismo contro la guerra e a molti altri movimenti sociali.